# Saison 2 de Mr. Robot
Chronologie
Saison 1 Saison 3
Cet article présente le guide des épisodes de la deuxième saison de la série télévisée américaine Mr. Robot.

## Généralités
- La deuxième saison de la série a été annoncée le 24 juin 2015, jour de la première diffusion de la première saison.
- La diffusion originale de cette saison a eu lieu du mercredi 13 juillet 2016 au mercredi 21 septembre 2016 sur USA Network.
- Au Canada, la saison a été diffusée en simultané sur Showcase.
- En Belgique, elle est diffusée depuis le mardi 27 septembre 2016 sur La Deux.
- En France, elle est diffusée depuis le lundi 24 octobre 2016 sur France 2. La saison est disponible sur Amazon Prime Vidéo depuis le 14 décembre 2016.
- Cette deuxième saison avait été annoncée pour le 13 juillet 2016, mais USA Network a elle-même fait fuiter le premier épisode de cette saison quelques jours avant sa diffusion officielle. Cette fuite fait partie d'une « campagne promotionnelle digitale rondement menée », et conservant l'univers de la série[1].

## Distribution

### Acteurs principaux
- Rami Malek (VF : Julien Lucas) : Elliot Alderson, un informaticien et hacker redoutable, technicien de sécurité pour Allsafe Security. Il souffre d'anxiété sociale.
- Carly Chaikin (VF : Christine Braconnier) : Darlene Alderson, l'une des hackeuses de Fsociety, en réalité la sœur cadette d'Elliot Alderson.
- Portia Doubleday (VF : Ludivine Maffren) : Angela Moss, amie d'enfance d'Elliot et collègue de travail à Allsafe Security.
- Martin Wallström (VF : Valéry Schatz) : Tyrell Wellick, d'origine suédoise, Vice-président sénior chargé de la technologie à E Corp.
- Michael Cristofer (VF : Bernard Lanneau) : Philipp Price, le nouveau PDG d'E Corp.
- Stephanie Corneliussen (VF : Emmanuelle Rivière) : Joanna Wellick, femme intrigante de Tyrrell.
- Grace Gummer (VF : Christèle Billault) : Dominique « Dom » DiPierro, agent du FBI
- Christian Slater (VF : Boris Rehlinger) : "Mr. Robot", Edward Alderson, l'activiste à la tête du groupe de hackers nommé Fsociety, en réalité le spectre du défunt père d'Elliot Alderson.

### Acteurs secondaires
- Gloria Reuben (VF : Brigitte Berges) : Krista Gordon, la thérapeute de Elliot
- Michel Gill (VF : Patrice Baudrier) : Gideon Goddard, PDG de Allsafe Security
- Azhar Khan (en) (VF : Charles Borg) : Sunil "Mobley" Markesh, membre de Fsociety.
- Sunita Mani (en) (VF : Olivia Luccioni) : Shama "Trenton" Biswas, membre de Fsociety, iranienne.
- Michael Drayer (VF : Mathias Timsit) : Francis "Cisco" Shaw, l’ancien petit ami de Darlene qui est en contact avec le groupe d’hackers « The Dark Army ».
- B. D. Wong (VF : Xavier Fagnon) : Whiterose, leader du groupe de hackers « The Dark Army ».
- Vaishnavi Sharma (VF : Catherine Artigala) : Magda Alderson, la mère d’Elliot et de Darlene.
- Brian Stokes Mitchell (VF : François Dunoyer) : Scott Knowles, directeur technique d’E Corp.
- Sakina Jaffrey (VF : Pascale Vital) : Antara Nayar, l’avocate d’Angela contre E. Corp.
- Jeremy Holm (VF : Jean-Luc Atlan) : Donald "Mr. Sutherland" Hoffman, le garde du corps de Tyrell et Joanna Wellick
- Joey Badass (VF : Ricky Tribord) : Leon, nouveau voisin et ami d’Elliot.
- Eve Lindley : Carla
- Chris Conroy (VF : Jérôme Frossard) : Derek, un jeune homme qui entre dans la vie de Joanna Wellick.
- Craig Robinson (VF : Pascal Vilmen) : Ray Heyworth, voisin d’Elliot qui l’aide. Il a un site web secret comportant de la prostitution, des drogues et des armes qui est caché derrière le réseau Tor.
- Anthony Jennings : Vincent Campbell
- Omar Metwally (VF : Nessym Guetat) : agent Ernesto Santiago.
- Luke Robertson (en) (VF : Stéphane Miquel) : Rat Tail, ancien employé de Ray, connu pour ses compétences en informatique.
- Bernadette Quigley : Chaplain
- Michael Maize : "Lone Star" Lockwood, un Texan et un bon associé de Ray.
- Grant Chang (VF : Taric Mehani) : Grant, l'assistant et amant de Whiterose
- Aasif Mandvi : Jesse, agent spécial.
- Sandrine Holt (VF : Josy Bernard) : Susan Jacobs, avocat général d’E-Corp, dite Madame le Bourreau.
- Dorothi Fox (en) : Nell, directeur de Romero et mère bornée.
- Olivia Washington : partenaire de Dom.

## Liste des épisodes

### Épisode 1:d3masqu3r_p1.tc
- États-Unis /  Canada : 13 juillet 2016 sur USA Network[2] / Showcase[3]
- Belgique : 27 septembre 2016 sur La Deux
- France : 24 octobre 2016 sur France 2[4]
- Québec : 24 août 2017 sur AddikTV[5]

- États-Unis : 1,04 million de téléspectateurs[6] (première diffusion)
- France : 410 000 téléspectateurs[7] (première diffusion)

- Jack Corbin (Jeune Elliot)
- Vaishnavi Sharma (Mère d'Elliot)

Un mois a passé depuis le piratage massif des données de ECorp par Fsociety. Elliot a totalement coupé les ponts avec son équipe, réfugié chez sa mère où il s'est enfermé dans une routine, loin de toute technologie, afin d'essayer de restaurer sa santé mentale, mais Mr. Robot le hante encore et le pousse à continuer la lutte ; Elliot refuse, Mr. Robot lui cachant encore les circonstances de la disparition de Tyrell. Son état est encore fragilisé quand Gideon Goddard lui rend visite et menace de révéler au FBI qu'il soupçonne son ancien employé d'avoir utilisé les moyens d'Allsafe pour permettre le piratage.

### Épisode 2:d3masqu3r_p2.tc
- États-Unis /  Canada : 13 juillet 2016 sur USA Network / Showcase
- Belgique :  27 septembre 2016 sur La Deux
- France : 24 octobre 2016 sur France 2
- Québec : 31 août 2017 sur AddikTV

- États-Unis : 1,04 million de téléspectateurs[6] (première diffusion)
- France : 190 000 téléspectateurs[9] (première diffusion)

### Épisode 3:paniqu3_du_n0yau.ksd
- États-Unis /  Canada : 20 juillet 2016 sur USA Network / Showcase
- Belgique :  4 octobre 2016 sur La Deux
- France : 31 octobre 2016 sur France 2
- Québec : 7 septembre 2017 sur AddikTV

- États-Unis : 800 000 téléspectateurs[10] (première diffusion)
- France : 460 000 téléspectateurs [11] (première diffusion)

Dans un flashback peu avant Noël avant la série, Romero montre à Mobley l'arcade et lui raconte l'histoire des lieux afin de lui vendre mais Mobley lui propose de rejoindre son groupe de hackers qui deviendra Fsociety.

Elliot essaie d'en savoir plus de la part de Tyrell au téléphone, mais Mr. Robot reprend le dessus. Fatigué d'avoir à combattre ses accès de panique et de dissociation, Elliot replonge dans l'Adderall. La nouvelle de la mort de Gideon Goddard fait la une. Mobley découvre Romero mort, abattu d'une balle dans la tête. Avec Trenton, ils pensent que la Dark Army veut les abattre et que Darlene et Elliot sont complices. La police et le FBI, dont l’agent DiPierro, se penchent sur le passé de Romero. Philip Price invite Angela à dîner avec deux directeurs d'ECorp ; la soirée se passe bien et après le départ des deux hommes, Price révèle qu'ils sont impliqués dans le scandale qui a causé la mort de la mère d'Angela, puis la quitte avec un disque contenant assez de preuves pour les faire tomber, lui laissant le choix de l'utiliser ou non.

### Épisode 4:init_1.asec
- États-Unis /  Canada : 27 juillet 2016 sur USA Network / Showcase
- Belgique :  11 octobre 2016 sur La Deux
- France : 31 octobre 2016 sur France 2
- Québec : 14 septembre 2017 sur AddikTV

- États-Unis : 640 000 téléspectateurs[12] (première diffusion)
- France : 200 000 téléspectateurs [13] (première diffusion)

Plusieurs mois avant la série, Darlene revenait en ville rendre visite à Elliot pour Halloween et lui proposait de passer la soirée en regardant le nanar dont est tiré le masque de Fsociety. La conversation a viré sur leur père, et Elliot montre qu’il avait encore la veste d’aviateur de son père. En l’enfilant avec une copie du masque, il commence à se montrer moins introverti et échafaude à voix haute un plan contre E Corp depuis le poste qu’Allsafe lui propose.
Darlene est approchée par Cisco qui l’informe que le FBI a trouvé la salle d’arcade et a commencé à fouiller les données de Romero. Inquiète, elle veut pousser Elliot à revenir dans le combat, car il savait que la partie contre E Corp serait plus difficile après le piratage. Encore instable, Elliot reçoit une suggestion de la part de Ray : faire une partie d’échecs qui décidera qui d’Elliot ou de Mr. Robot prendra les rênes. Lors de la confrontation, les parties s’enchainent et finissent systématiquement en pat ; Mr. Robot veut faire comprendre à Elliot qu’ils sont indissociables. Elliot décide alors d’aider Darlene en acceptant l’offre d’emploi de Ray, afin d’avoir accès au poste de travail du négociant et l’utiliser pour communiquer. Devant les nouvelles, Elliot décide de pirater le FBI.

### Épisode 5:B0mb3-l0giqu3.hc
- États-Unis /  Canada : 3 août 2016 sur USA Network / Showcase
- Belgique :  18 octobre 2016 sur La Deux
- France : 7 novembre 2016 sur France 2
- Québec : 21 septembre 2017 sur AddikTV

- États-Unis : 710 000 téléspectateurs[14] (première diffusion)
- France : 490 000 téléspectateurs [15] (première diffusion)

Elliot commence à préparer le piratage des serveurs du FBI depuis l'ordinateur de Ray, mais il a besoin pour y parvenir de se ménager une faille au sein du réseau de l'agence. Darlene pense qu'Angela pourrait y parvenir, d'autant qu'elle peut encore être démasquée pour avoir inséré le CD ayant fait tomber Allsafe, mais Elliot est totalement contre cette idée. Quand Ollie reprend contact avec elle et tente de lui arracher des preuves l'incriminant, Angela décide d'aider Darlene et Fsociety. Pour sa mission chez Ray, Elliot demande des informations à RT, son ancien administrateur réseau qui lui révèle la nature des services qu'offre le site de Ray : un marché noir total, vendant armes, médicaments, voitures, femmes… Elliot se demande s'il doit agir mais Ray a découvert que son site a été fouillé et fait battre Elliot.
Joanna devient anxieuse, ses moyens commençant à devenir limités et son amant paranoïaque. Elle charge son homme de mains de tuer la personne qui a des informations et de remonter la piste des courriers laissés par Tyrell. Un soir, il l'appelle et le fond sonore révèle qu'il est près d'elle.

### Épisode 6:Maîtr3_3sclave.aes
- États-Unis /  Canada : 10 août 2016 sur USA Network / Showcase
- Belgique :  25 octobre 2016 sur La Deux
- France : 7 novembre 2016 sur France 2
- Québec : 28 septembre 2017 sur AddikTV

- États-Unis : 570 000 téléspectateurs[16] (première diffusion)
- France : 230 000 téléspectateurs[17] (première diffusion)

Elliot se voit dans une sitcom du début des années 90, avec ses parents et Darlene, dans un road trip étrange. La situation devient de plus en plus absurde, et il comprend qu'il est dans un état dissociatif créé par Mr. Robot afin de l'empêcher de ressentir la douleur des coups portés par les hommes de main de Ray. Après deux jours dans le coma, Elliot reprend conscience et, quelque temps plus tard, il est emmené de force dans une cave alors qu'il se remet à peine de ses blessures.

L'attaque de Beijing force le FBI à suspendre temporairement l'enquête contre la Dark Army. Bien que l'attaque ait été revendiquée par des terroristes, DiPierro pense qu'il s'agit d'une diversion orchestrée par la Dark Army pour obtenir précisément la suspension de l’enquête. Au siège d'E Corp, depuis la tuerie, Phillip Price attend des nouvelles de Zhang et la Dark Army, en vain, alors que la situation dans les rues devient critique.

Fsociety tente de préparer au mieux Angela à la mise en place du dispositif qui leur permettra de pirater le FBI. L'installation est risquée, d'autant qu'Angela n’est pas familière avec les lignes de code. Elle parvient cependant à détourner l’attention des agents et atteindre son but, mais alors qu'elle doit régler un problème de connexion, elle est surprise par l’agent DiPierro.

### Épisode 7:p0ign33_d3_main.sme
- États-Unis /  Canada : 17 août 2016 sur USA Network / Showcase
- Belgique : 1er novembre 2016 sur La deux
- France : 14 novembre 2016 sur France 2
- Québec : 5 octobre 2017 sur AddikTV

- États-Unis : 650 000 téléspectateurs[18] (première diffusion)

Joanna a de plus en plus de mal à assurer son train de vie seule, encore associée à son mari Tyrell Wellick. Quand son amant lui demande de s'engager, elle le surprend en lui montrant les papiers du divorce.

Angela essaie de repousser l'agent DiPierro mais celle-ci lui avoue qu'elle la surveille de près, son parcours entre Allsafe et E Corp la rendant suspecte. Quand Darlene parvient à pirater les serveurs et effacer les enregistrements vidéo incriminant Angela, l'agent DiPierro soupçonne aussitôt Angela. Peu après, Angela parvient à convaincre son père d'abandonner l'action en justice qu'il attente à E Corp. En échange de ce geste, elle demande à Philip Price de la muter au service de gestion des risques. Le directeur sait qu'elle a un plan secret mais accepte.

### Épisode 8:succ3ssi0n.p12
- États-Unis /  Canada : 24 août 2016 sur USA Network / Showcase
- Belgique : 8 novembre 2016 sur La deux
- France : 14 novembre 2016 sur France 2
- Québec : 12 octobre 2017 sur AddikTV

- États-Unis : 740 000 téléspectateurs[19] (première diffusion)

Un flashback montre la première rencontre de Mobley et Trenton : alors qu'ils devaient retrouver Elliot dans un café, Trenton a piégé Mobley en piratant son téléphone, avant que Darlene n'arrive, révèle l'astuce et explique le plan d'Elliot.

Grâce au dispositif implanté par Angela, Fsociety parvient à intercepter une conférence téléphonique du FBI sur l'opération Berenstain et la mise sur écoute massive et illégale de plusieurs suspects. Darlene décide aussitôt de révéler l'opération, qui fait vite la une des informations, mais alors qu'ils réfléchissent aux possibles opérations déjà en cours, ils sont surpris par Susan Jacobs, de retour chez elle. L'avocate se montre violente et prête à se battre pour les faire tomber. Darlene, Mobley, Trenton et Cisco piratent donc ses ordinateurs pour obtenir un moyen de pression et la faire chanter. Darlene découvre ainsi que Jacobs a un problème cardiaque et la tue d'un coup de taser, en faisant passer son geste pour un accident. Elle renvoie Mobley et Trenton pendant qu'elle se débarrasse du corps avec Cisco. Peu après, Trenton remarque une voiture suspecte dans sa rue et Mobley est interrogé par l'agent DiPierro.

### Épisode 9:init_5.fve
- États-Unis /  Canada : 31 août 2016 sur USA Network / Showcase
- Belgique : 15 novembre 2016 sur la deux
- France : 21 novembre 2016 sur France 2
- Québec : 19 octobre 2017 sur AddikTV

- États-Unis : 650 000 téléspectateurs[20] (première diffusion)

Elliot a en réalité été condamné à une peine de 18 mois pour le piratage des comptes personnels et le vol du chien de l’ex petit-ami de sa thérapeute, l'animal étant d'une race rare. Il a vite construit une illusion pour supporter la réalité, représentant la cour comme un parc, une gardienne comme sa mère et Ray, le directeur, comme un trafiquant.

Elliot est finalement libéré après moins de trois mois pour bonne conduite ; il soupçonne la Dark Army d'avoir accéléré sa libération. Retrouvant Darlene à la sortie, il veut rencontrer au plus vite la Dark Army pour déterminer leurs plans, mais il prend conscience que son trouble de personnalité empire, ses transitions avec Mr. Robot se faisant plus soudaines. Depuis l'ordinateur de Cisco, il pirate l'accès au téléphone de Xun, le contact de Cisco dans la Dark Army, avant d'organiser une rencontre, laissant Darlene écouter les conversations sur la Phase 2 depuis l'ordinateur. À leur retour, Darlene renvoie Cisco dans l'appartement de Susan Jacobs, où elle pense avoir laissé la VHS contenant l'enregistrement du dernier message de Fsociety dénonçant l'opération Berenstain. Cisco accepte mais il surprend quelqu'un sur place. Au même moment, Darlene entend Xun dire que la Phase 2 est une idée d'Elliot avant d'entendre frapper à sa porte. Elliot, rentrant à son ancien appartement pour reprendre sa vie, trouve Joanna qui l’attend.

### Épisode 10:pr0c3ssus_cach3.axx
- États-Unis /  Canada : 7 septembre 2016 sur USA Network / Showcase
- Belgique : 15 novembre 2016 sur la deux
- France : 21 novembre 2016 sur France 2
- Québec : 26 octobre 2017 sur AddikTV

- États-Unis : 770 000 téléspectateurs[21] (première diffusion)

Phillip Price rencontre Terry Colby et lui demande un service : arranger une décision de l'ONU pour apaiser les Chinois en les laissant annexer le Congo. Colby y consent, malgré l'ampleur de ce qui est demandé, et cherche à comprendre les motivations de Price. Le PDG d'ECorp lui montre alors l'étendue de sa mégalomanie et sa volonté de prouver qu'il est l'être le plus puissant au monde.

Elliot est emmené chez Joanna qui lui confie le téléphone laissé par Tyrell afin de localiser l'origine des appels ; Mr. Robot est contre une telle prise de risques, mais intrigué, Elliot accepte. Alors qu'il rachète du matériel informatique, le téléphone sonne. Elliot croit entendre le souffle de Tyrell au bout du fil et il sent Mr. Robot disparaître. Confus, il continue sa tâche et sous la surveillance du garde du corps de Joanna, pirate un réseau wi-fi puis monte un faux dossier pour que la police se charge de la localisation. Quand le garde du corps voit l'adresse, il est stupéfait : Tyrell serait dans l’Upper East Side, dans un appartement que le garde du corps connait. Peu après, Angela demande à voir Elliot : elle sait tout pour Fsociety et va se dénoncer, mais alors qu'Elliot la laisse seule dans le métro, elle est accostée par un homme et une femme.

### Épisode 11:pyth0n_pt1.p7z
- États-Unis /  Canada : 14 septembre 2016 sur USA Network / Showcase
- France : 21 novembre 2016 sur France 2
- Belgique : 22 novembre 2016 sur La deux
- Québec : 2 novembre 2017 sur AddikTV

- États-Unis : 690 000 téléspectateurs[22] (première diffusion)

Angela a été emmenée par ses ravisseurs vers une maison isolée où elle se retrouve à subir un interrogatoire absurde par une fillette. Finalement, Whiterose vient plus tard en personne prendre le temps de lui expliquer que tout était prévu depuis la mort de sa mère et du père d’Elliot, mais que son obsession pour faire tomber ECorp met à mal le plan du mystérieux hacker. Angela semble accepter de rejoindre le camp de Whiterose en se rendant par la suite chez son ancienne avocate pour lui intimer l’ordre d’oublier toute l’affaire.
L’agent DiPierro est indemne et prête à reprendre les investigations sur les liens entre ECorp et la Dark Army. Cependant, son supérieur lui révèle qu’il est trop tard : la Chine vient de prêter à ECorp 2 000 milliards de dollars sans intérêt, un arrangement historique qui devrait permettre de mettre un terme à la crise née du piratage. Peu après, Price parvient à forcer le gouvernement fédéral à libéraliser l’usage de sa propre monnaie cryptographique, l’ECoin. DiPierro sombre dans la dépression.

### Épisode 12:pyth0n_pt2.p7z
- États-Unis /  Canada : 21 septembre 2016 sur USA Network[23] / Showcase
- France : 21 novembre 2016 sur France 2
- Belgique : 22 novembre 2016 sur La deux
- Québec : 9 novembre 2017 sur AddikTV

- États-Unis : 852 000 téléspectateurs[24] (première diffusion)

L’agent DiPierro commence à interroger Darlene, indemne mais encore marquée par la mort de Cisco. Elle préfère se taire mais DiPierro lui montre peu à peu tous les éléments réunis contre elle, prouvant son implication dans Fsociety et les vidéos. Devant l’obstination de Darlene à se taire, DiPierro finit par lui révéler que son absence de vie personnelle lui a offert tout le temps nécessaire à comprendre les différentes relations entre les personnages impliqués (employés d’ECorp comme membres de Fsociety), attendant le bon moment pour frapper la tête du complot, le duo Elliot-Tyrell, et ce moment fut la mort de Romero, que tous ont pensé exécuté par la Dark Army alors qu’il a été abattu accidentellement par son voisin.
Joanna a compris que Tyrell n’était pas derrière les appels mystérieux mais Scott Knowles, qui voulait se venger de la mort de sa femme Sharon dont il avait appris la grossesse avant la soirée où elle a été tuée. Joanna commence à insulter Sharon et emporté par sa colère, Scott commence à la frapper au visage. Joanna prépare sa vengeance en demandant à son amant, barman lors de la soirée du meurtre, de témoigner contre Scott Knowles.
Elliot suit Tyrell, encore confus et pas tout à fait persuadé qu’il n’est qu’une illusion. À partir des quelques éléments qu’il voit, il reconstitue peu à peu le plan de la phase 2 conçu par Mr. Robot : pirater le système d’alimentation des bâtiments de stockage de la version papier des bases de données d’ECorp pour les faire exploser. Alors que Mr. Robot réapparait et commence à distraire Elliot, celui-ci décide de reprendre le contrôle et d’annuler l’opération pour éviter des morts innocentes. Tyrell sort une arme mais Elliot est persuadé qu’il n’est qu’une illusion de son esprit. Il reçoit alors une balle dans le ventre. Alors qu'Elliot perd doucement connaissance, Mr. Robot lui explique qu’il était résolu à tout risquer pour que son plan se réalise, quitte à tuer Elliot.
Peu après, Angela reçoit un appel de Tyrell, qui part aussitôt le rejoindre alors que les centrales électriques ne fonctionnent plus.